# 1-й окремий батальйон морської піхоти (Україна)
1-й окре́мий Феодосійський батальйо́н морсько́ї піхо́ти (1 ОБМП, в/ч А2777, до 2014: А2272) — військова частина морської піхоти Військово-морських сил України. Дислокується в м. Миколаєві, на півострові Аляуди. Входить до складу 36-ї окремої бригади морської піхоти.

## Історія
Формування першого батальйону морської піхоти в Україні розпочалося з директиви Начальника Генерального штабу ЗСУ № 115/1/**81 від 20 травня 1993 року. Згідно з нею на базі штабу ВМС ЗС України розпочалося формування цього підрозділу. Для того щоб перший батальйон українських морпіхів якомога швидше став боєздатною частиною, особовий склад строкової служби для нього відбирали серед офіцерів та прапорщиків 810-ї окремої бригади морської піхоти Чорноморського флоту, а також Північного, Балтійського та Тихоокеанського флотів колишнього СРСР, і солдатів та сержантів повітрянодесантних військ. Було проведено психологічне тестування добровольців, перевірялися фізичні та моральні якості кандидатів у морські піхотинці. Головним завданням батальйону було створення протидії морській піхоті Російської Федерації у Криму у період розподілу флоту. Бійці відзначались високою бойовою підготовкою та патріотизмом. 1 липня 1993 року був сформований 27-й окремий батальйон морської піхоти: військова частина А2272, місце дислокації с. Тилове м. Севастополь (на базі колишнього будівельного батальйону). На початку формування суттєву фінансову допомогу морським піхотинцям надали керівники районних та міських рад Тернополя, Львова, Києва та інших міст України.
Згідно з директивою начальника штабу Військово-Морських Сил Збройних Сил України № 14/1/**62 від 17 серпня 1994 року 27-й окремий батальйон морської піхоти був перепідпорядкований командиру 4-ї окремої бригади морської піхоти ВМС ЗС України.
Відповідно до директиви командувача Військово-Морських Сил Збройних Сил України № 14/1/**45 від 18 червня 1996 року, саме з цього дня, 27-й окремий батальйон морської піхоти було перепідпорядковано командиру 6-ї окремої берегової ракетно-артилерійської бригади ВМС ЗС України.
9 вересня 1997 року 27-й окремий батальйон морської піхоти передислокувався на фонд 42-го військового містечка у місті Севастополі.
З 1 грудня 1997 року 27-й окремий батальйон морської піхоти був знову перепідпорядкований, цього разу командиру 1-ї окремої бригади морської піхоти ВМС ЗС України, і його перейменували на 1-й окремий батальйон морської піхоти (колишня 4-та окрема бригада морської піхоти, яка передавалася в Національну гвардію України)
10 серпня 2001 року 1-й окремий батальйон морської піхоти передислокували до села Краснокам'янка (військове містечко Феодосія-13), що підпорядковане Феодосійській міській раді Автономної Республіки Крим. Умовне найменування військової частини А2272 збереглося.
5 грудня 2003 року після розформування 1-ї окремої бригади морської піхоти 1-й окремий батальйон перепідпорядкували командиру 36-ї окремої бригади берегової оборони ВМС ЗС України.
29 квітня 2004 року 1-й окремий батальйон морської піхоти передислокований із Краснокам'янки до Феодосії.
У 2007 році у батальйоні створили роту на честь гуцульських морських піхотинців (маються на увазі 1-й та 2-й гуцульські полки, які входили до складу бригади морської піхоти УНР): близько 70 осіб набрали з Прикарпаття.
30 жовтня 2007 року 1 ОБМП перепідпорядковується начальнику центру Військ берегової оборони ВМС ЗС України.
З 1 по 30 жовтня 2008 року батальйон брав участь в антитерористичній операції Активні зусилля національних сил НАТО «Активні зусилля».
18 листопада 2008 року 1-му окремому батальйону морської піхоти присвоєно почесне найменування 1-й окремий Феодосійський батальйон морської піхоти.
З 4 квітня по 15 листопада 2009 року 1-й окремий Феодосійський батальйон морської піхоти брав участь у 12-й ротації у складі спільного українсько-польського миротворчого батальйону «УкрПолбат» багатонаціональної тактичної групи «East» сил KFOR у Косово. Протягом 7 місяців воїни у чорних беретах виконували на Балканах завдання з підтримання миру і спокою на території муніципалітету Штрпце.
- Український БТР-80 на узбережжі острова Тендра. На задньому фоні ВДК «Костянтин Ольшанський», 15 липня 2010.
- Бійці 1-го окремого Феодосійського батальйону морської піхоти на навчаннях «Сі Бриз-2010»
- Феодосійські морські піхотинці десантуються на острів Тендра, полігон «Широкий лан», 2010

З 2013 року батальйон почав комплектуватися винятково солдатами військової служби за контрактом.

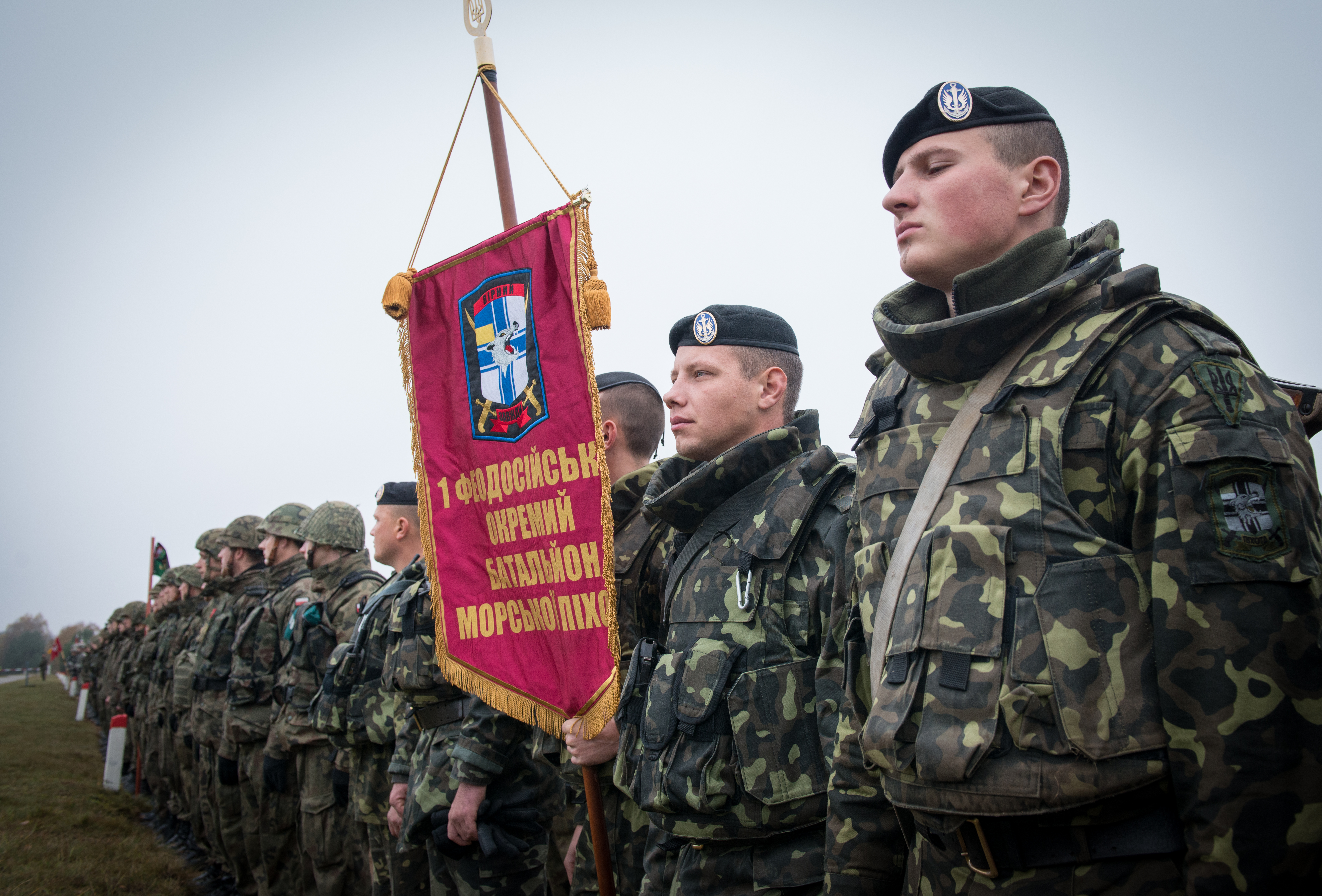
Морські піхотинці на церемонії відкриття навчань Steadfast Jazz, Польща, 3 листопада 2013.

Наприкінці 2013 року бійці 1 ОБМП взяли участь у проведенні другої фази головного сертифікаційного командно-штабного навчання Сил реагування НАТО Steadfast Jazz.
8 січня 2014 року дві роти 1 ОБМП розпочали бойове чергування у складі бойової тактичної групи Європейського Союзу HelBRoC та у складі сил негайного реагування НАТО.

### Російсько-українська війна
В ніч з 20 на 21 лютого 2014 року батальйон чисельністю 237 осіб з повним бойовим забезпеченням було перевезено спецпотягом з Феодосії до с. Данилівка Васильківського району на Київщині і розміщено на території військової частини А-2860, з розрахунку використати його для придушення протестів на Майдані незалежності. Військову частину почали блокувати жителі Данилівки. Народний депутат Микола Томенко поспілкувався з командиром батальйону[уточнити] полковником Сергієм Пасічником,[уточнити] домовившись про те, що батальйон перебуватиме виключно на території цієї військової частини. Томенко також звернувся до Міністра оборони України Павла Лебедєва з вимогою повернути морських піхотинців до пункту постійної дислокації у Феодосію. На той час Верховна Рада ухвалила постанову про засудження і припинення Антитеористичної операції у Києві, і того ж дня морських піхотинців було відправлено назад до Феодосії.
В ніч на 27 лютого 2014 року почалася відкрита фаза вторгнення Росії до Криму. За кілька днів місце постійної дислокації батальйону було заблоковано російськими підрозділами. Попри ультимативні пропозиції скласти зброю українські морські піхотинці зміцнили периметр частини і приготувалися до штурму.
19 березня 2014 року військовослужбовці батальйону звернулися до командування ЗСУ та української влади щодо конкретних директив для дій у ситуації, що склалася.
Вранці 24 березня російські війська за підтримки двох вертольотів Мі-24 взяли штурмом частину феодосійських морпіхів. Українські морські піхотинці вступили в рукопашний бій, але були взяті в полон. Командира батальйону Дмитра Делятицького і заступника командира з роботи з особовим складом Ростислава Ломтєва російські військові вивезли на гелікоптері у невідомому напрямку. В цей же день заступник начальника головного командного центру Збройних сил України генерал-майор Олександр Розмазнін заявив, що на базі Феодосійського 1-го батальйону морської піхоти буде створено бригаду морської піхоти України.
Ввечері 26 березня Дмитро Делятицький та Ростислава Ломтєв разом з іншими українськими офіцерами були звільнені з російського полону.
Після зазначених подій лише 137 військовослужбовців батальйону з близько аніж 600, вирішили продовжити службу у ЗС України. Згодом із залишків 1-го і 501-го батальйонів морської піхоти та поповнення з контрактників у ВМС України було створено 1-шу бригаду морської піхоти імені Костянтина Ольшанського.
29 жовтня 2014 року у складі зведеного загону ВМС ЗС України, що виконував бойові завдання під час Російсько-української війни у смт Талаківка під час обстрілу ворожою артилерією загинули старший матрос Артем Корнєв, який з 2009 року служив у 1-ФОБМП, а після анексії Криму не зрадив присязі і продовжив службу у Миколаєві, та підполковник (посмертно) Юрій Загребельний.

У 2015 році шляхом переформування 36-ї окремої бригади берегової оборони була сформована 36-та окрема бригада морської піхоти і 1-й окремий батальйон увійшов до її складу.

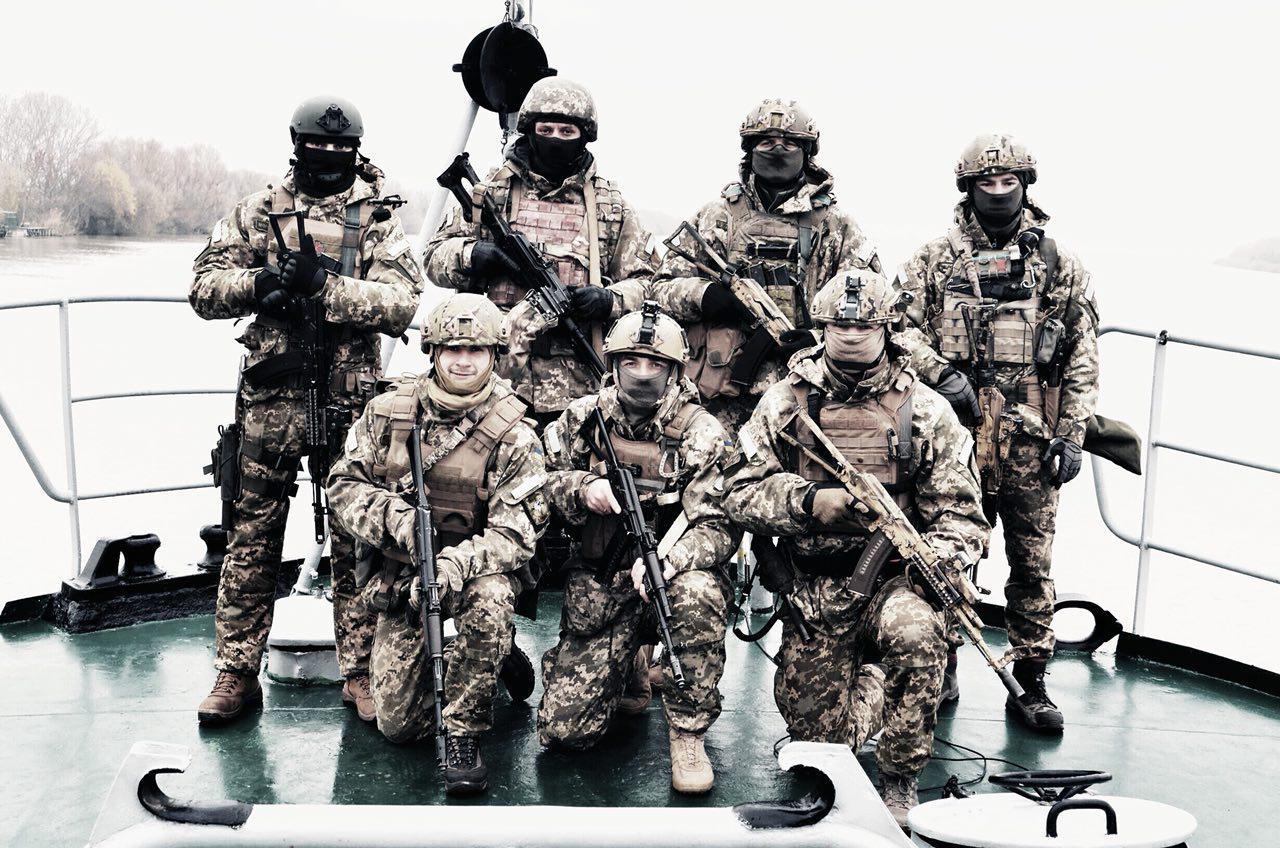
Збірна десантна група 1 ОБМП.

23 травня 2018 року, під час урочистої церемонії на святкуванні Дня морської піхоти України, під час церемонії заміни чорного берету на берет барви морської хвилі, частина військовослужбовців батальйону влаштувала перед Верховним Головнокомандувачем Збройних Сил України демарш та відмовилася виконувати наказ зі зміни беретів.
На 2021 рік у складі зведеного загону ВМС ЗС України виконував бойові завдання в районі селищної громади Сартана Маріупольського району (н.п. Водяне, Павлопіль, Талаківка та ін.).[джерело?]

### Російське вторгнення 2022 року
У жовтні 2022 року батальйон брав участь у боях на Бахмутському напрямку.
У серпні 2023 року підрозділ разом з іншими угрупуваннями морської піхоти, Національної гвардії України, сил територіальної оборони звільнив н.п. Урожайне Великоновосілківської селищної громади Волноваського району Донецької області.
23 травня 2024 року батальйон відзначений почесною відзнакою «За мужність та відвагу».

## Міжнародні навчання
За час свого існування батальйон брав участь у таких навчаннях: «Сі Бриз» (1997, 2001, 2002, 2007, 2008, 2010, 2013 рр.), «Фарватер миру» (1997, 
2003 рік), «Кооператив партнер» (2003 рік), «Північне сяйво» (2003 рік), «Щит миру» (2005 рік), «Бриліант марінар» (2006 рік), «Адекватне реагування» (2011, 2012 рр.), «Взаємодія» (2011, 2012 рр.). Також у 2009 році були проведені тактичні навчання з батальйонною тактичною групою.

## Структура

### 2008
- управління, штаб
- 1-ша рота морської піхоти
- 2-га рота морської піхоти (посилена гранатометним взводом з АГС-17)
- десантно–штурмова рота (парашутно–десантна)
- мінометна батарея
- розвідувальний взвод

### 2012
- управління, штаб
- 1-ша рота морської піхоти
- 2-га рота морської піхоти
- десантно–штурмова рота (парашутно–десантна)
- мінометна батарея
- рота матеріального та технічного забезпечення
- розвідувальний взвод
- взвод снайперів
- протитанковий взвод
- взвод зв'язку
- інженерно-саперний взвод
- взвод десантно-висадкових засобів
- медичний пункт

## Командування
- підполковник Голобородов О. С. 08.06.1993 — 13.10.1994 рр.;[22]
- майор Ільїн Юрій Іванович 13.10.1994-17.01.1995 рр.;
- підполковник Садовський А. О. 17.01.1995 — 29.06.1996 рр.;
- майор Каряка  О. В. 16.08.1996 — 19.08.1998 рр.;
- майор Шестов Юрій В. 28.08.1998 — 28.03.2002 рр.;
- майор Рубін Костянтин Романович 27.02.2002 — 18.08. 2003 рр.;
- майор Веремчук В. П. 19.08.2003 — 28.12.2004 рр.;
- підполковник Федоренко Ю. А. 28.12.2004 — 10.07. 2006 рр.;
- майор Стешенко С. М. 30.06.2006 — 27.02.2009 рр.;
- підполковник Андрей А. М. 27.02. 2009 — 03.11.2010 рр.;
- майор Конотопенко Олександр Якович 29.11.2010 — 20.11.2012 рр.;
- підполковник Делятицький Дмитро Євгенович 16.08.2012-2014 рр.;
- підполковник Баранюк Володимир Анатолійович 2014—2016 рр.;
- майор Попадюк Ігор Михайлович 2016—2017 рр.;[23]
- підполковник Бондаренко Вадим Олександрович 2017—2018 рр.;
- майор Бова Євгеній Петрович 2018—2022 рр.;

## Оснащення
Станом на грудень 2012 року:
- БТР-80 — 60 шт. (перебували на території військової частини батальйону під час штурму частини російськими військовими)[24]
- 2С12 «Сани» — 8
- АГС-17 — 8
- Ігла — 8

## Традиції
Батальйон має прізвисько — Солені пси, отримане на військових навчаннях в США.
Однією з основних традицій підрозділу та традицій Морської Піхоти України є подолання особовим складом психологічної смуги перешкод та складання клятви Морського Піхотинця.[джерело?]

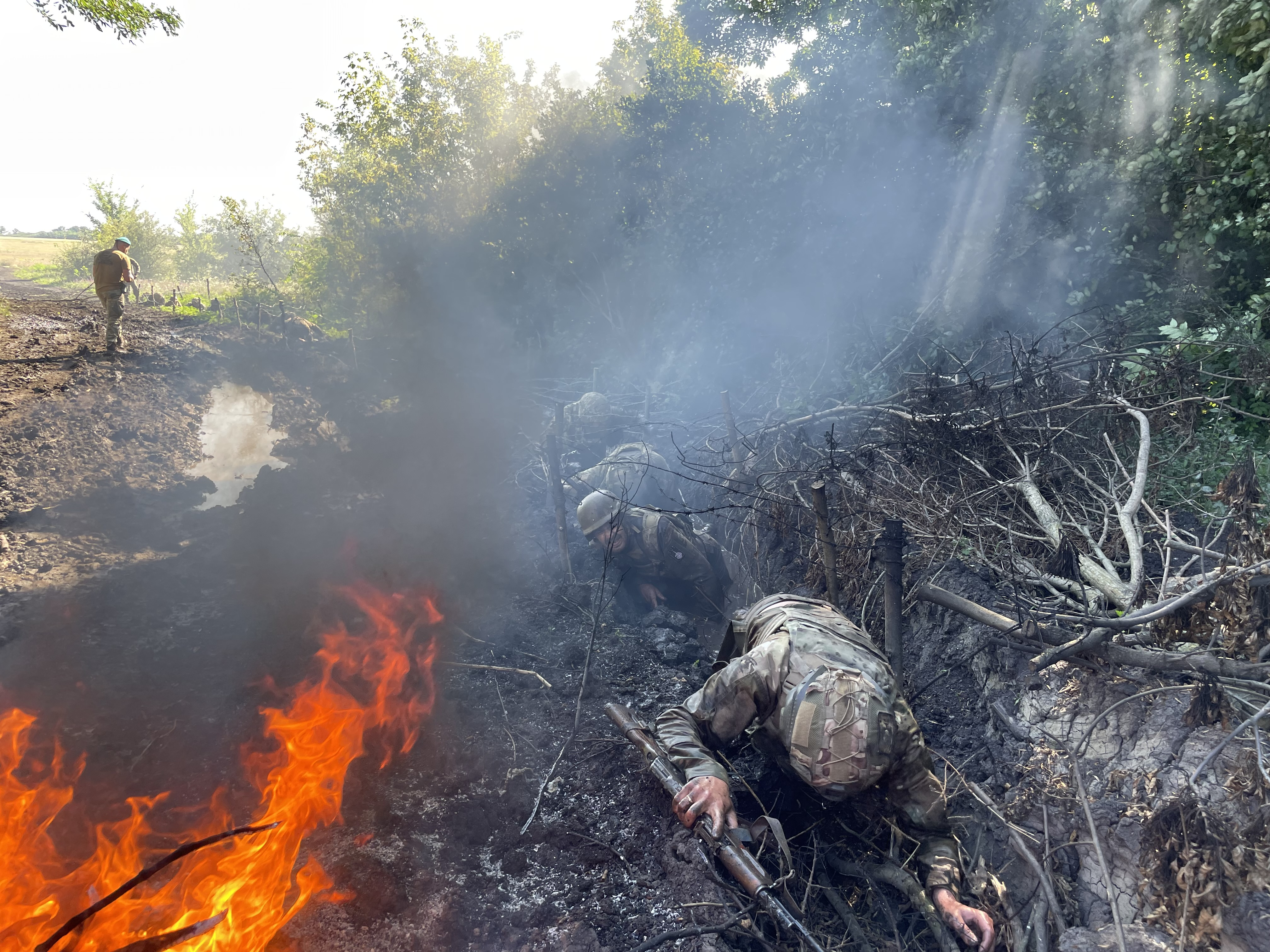
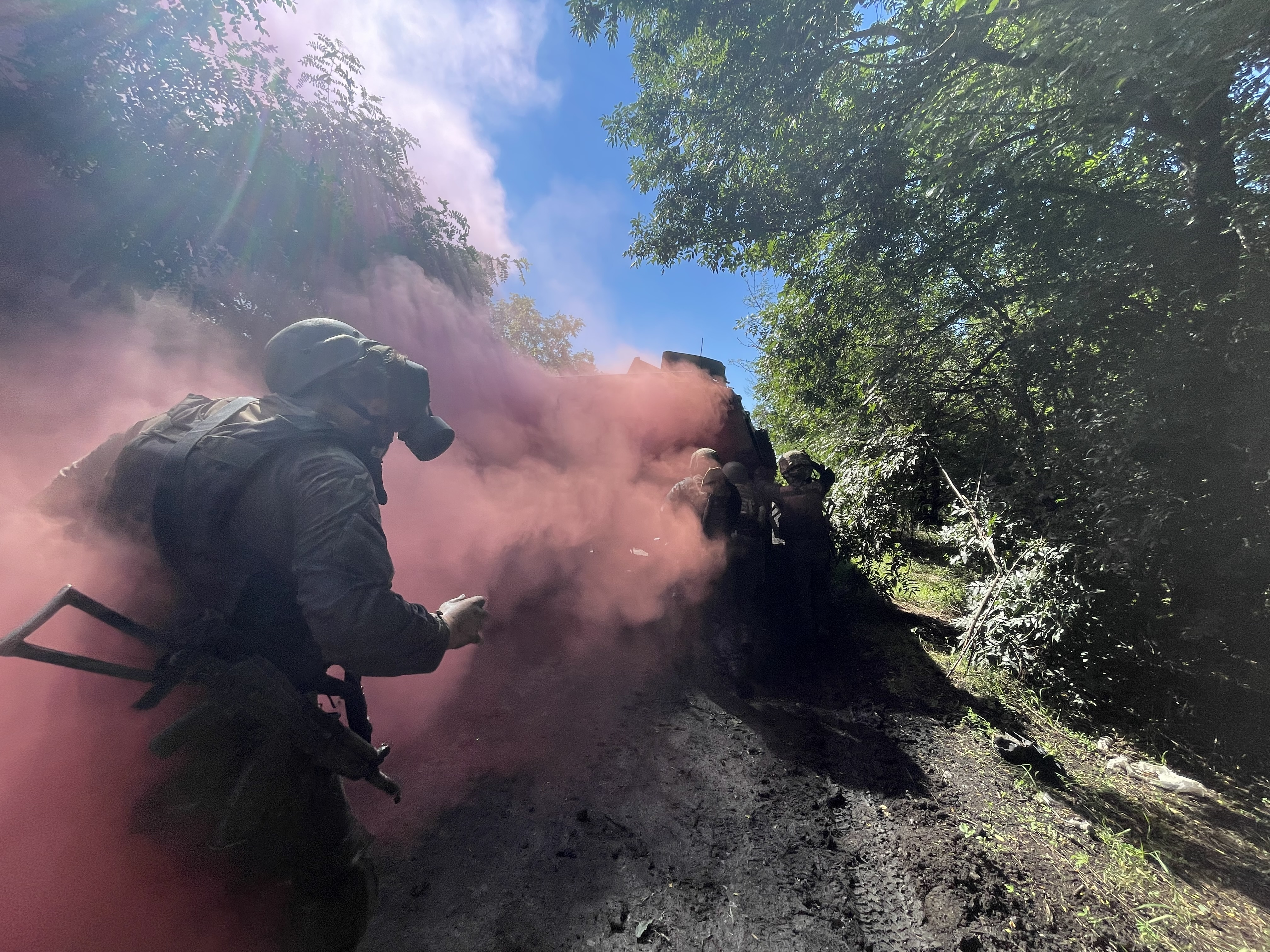
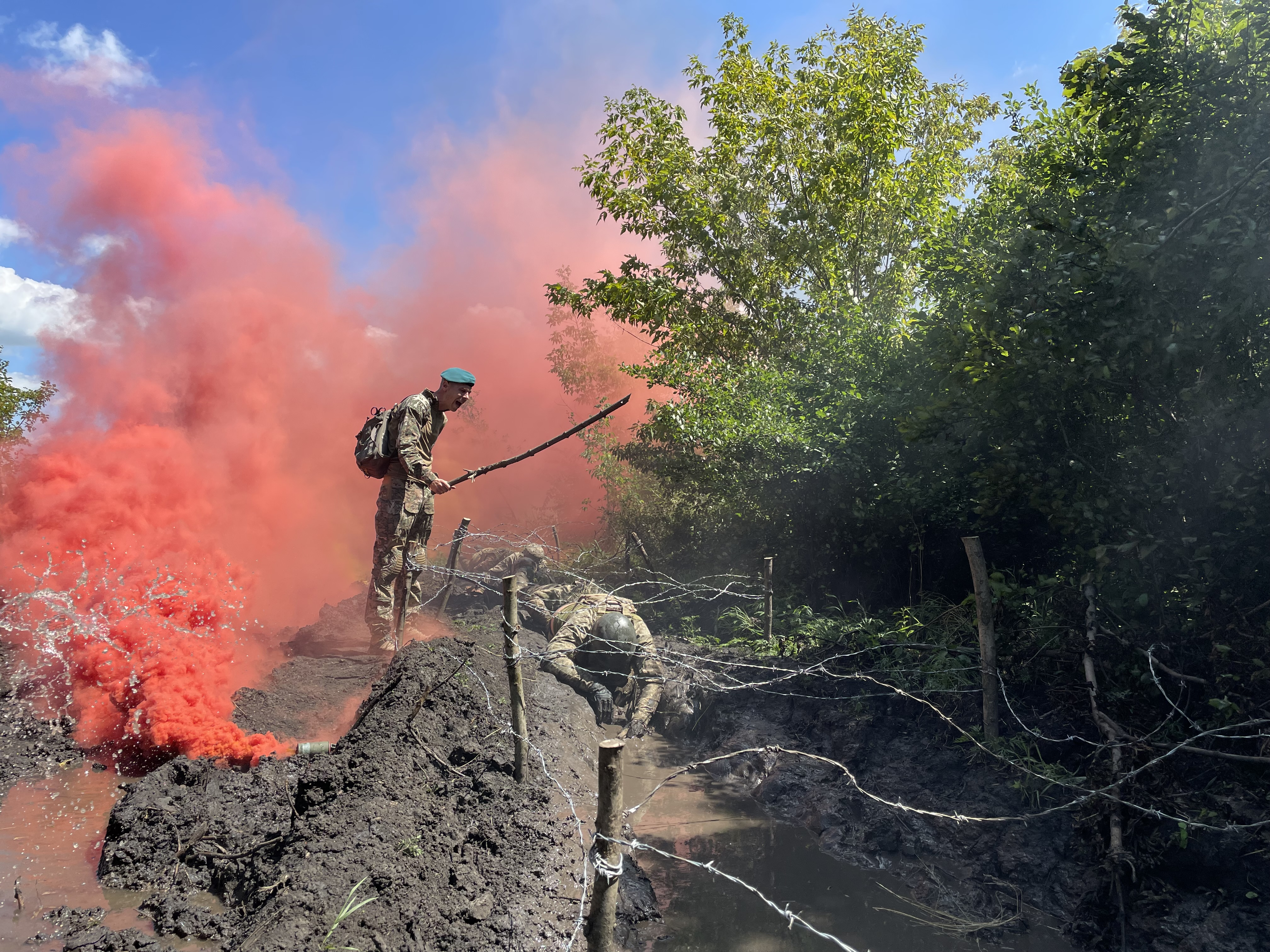
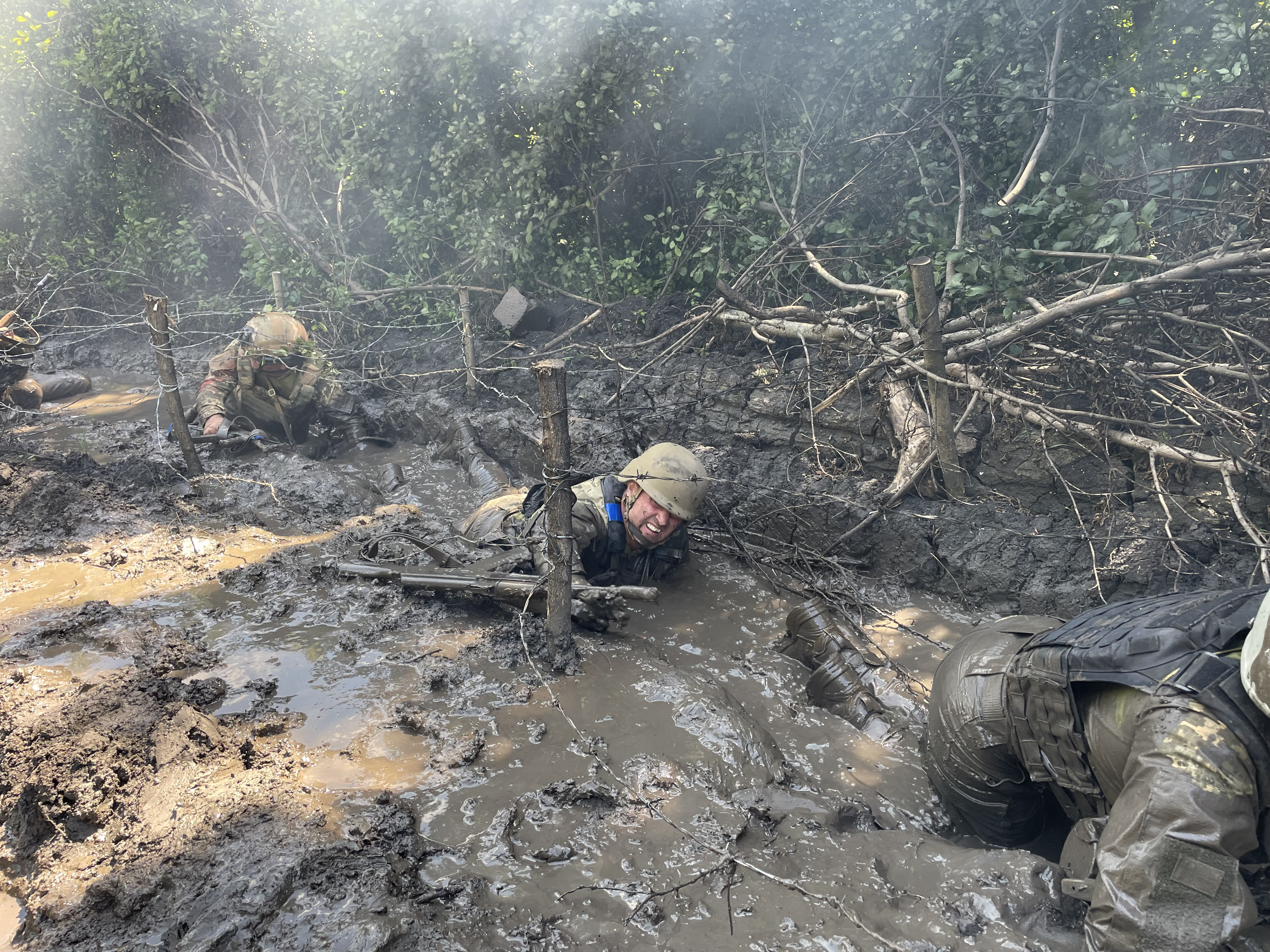
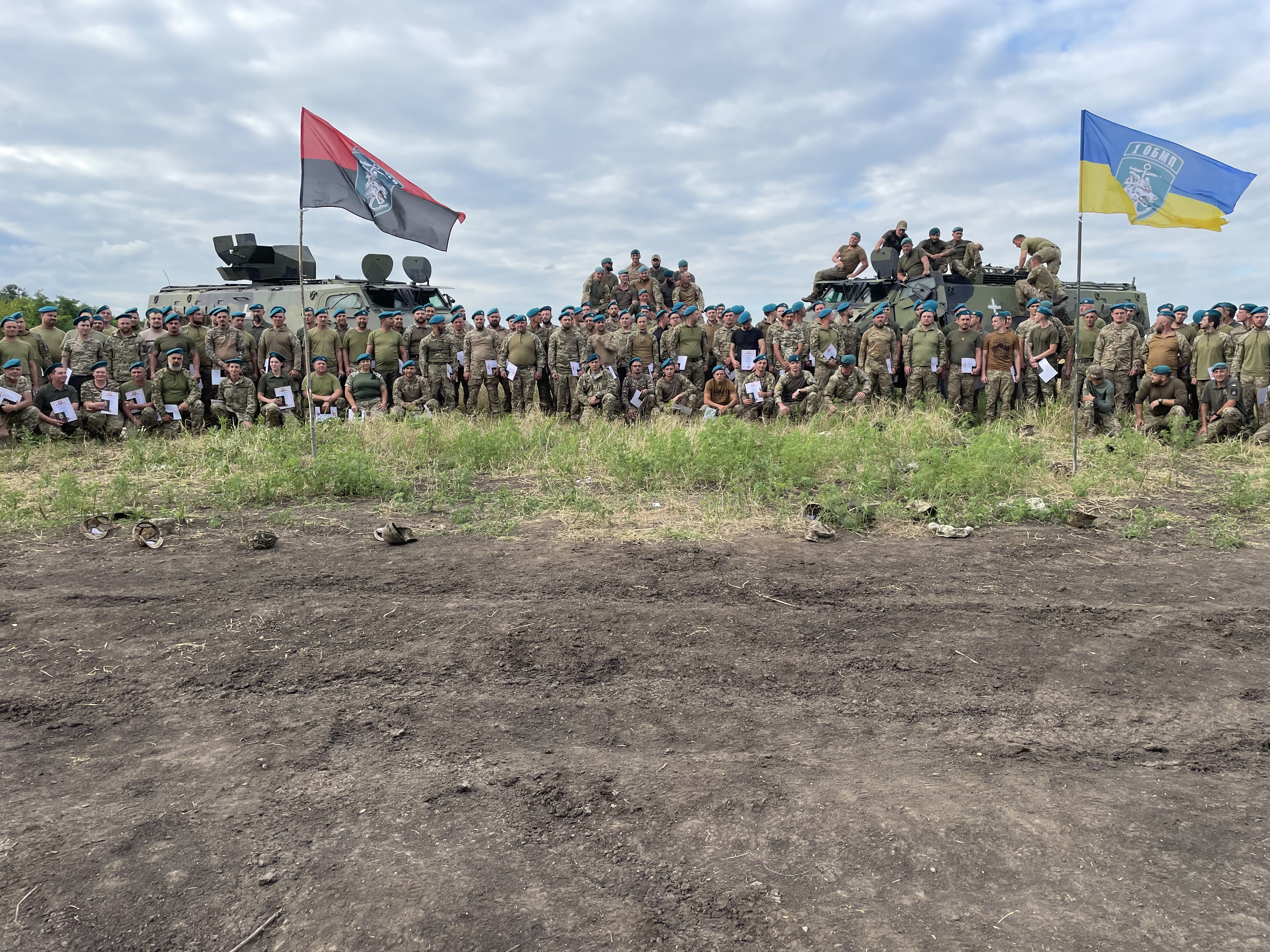
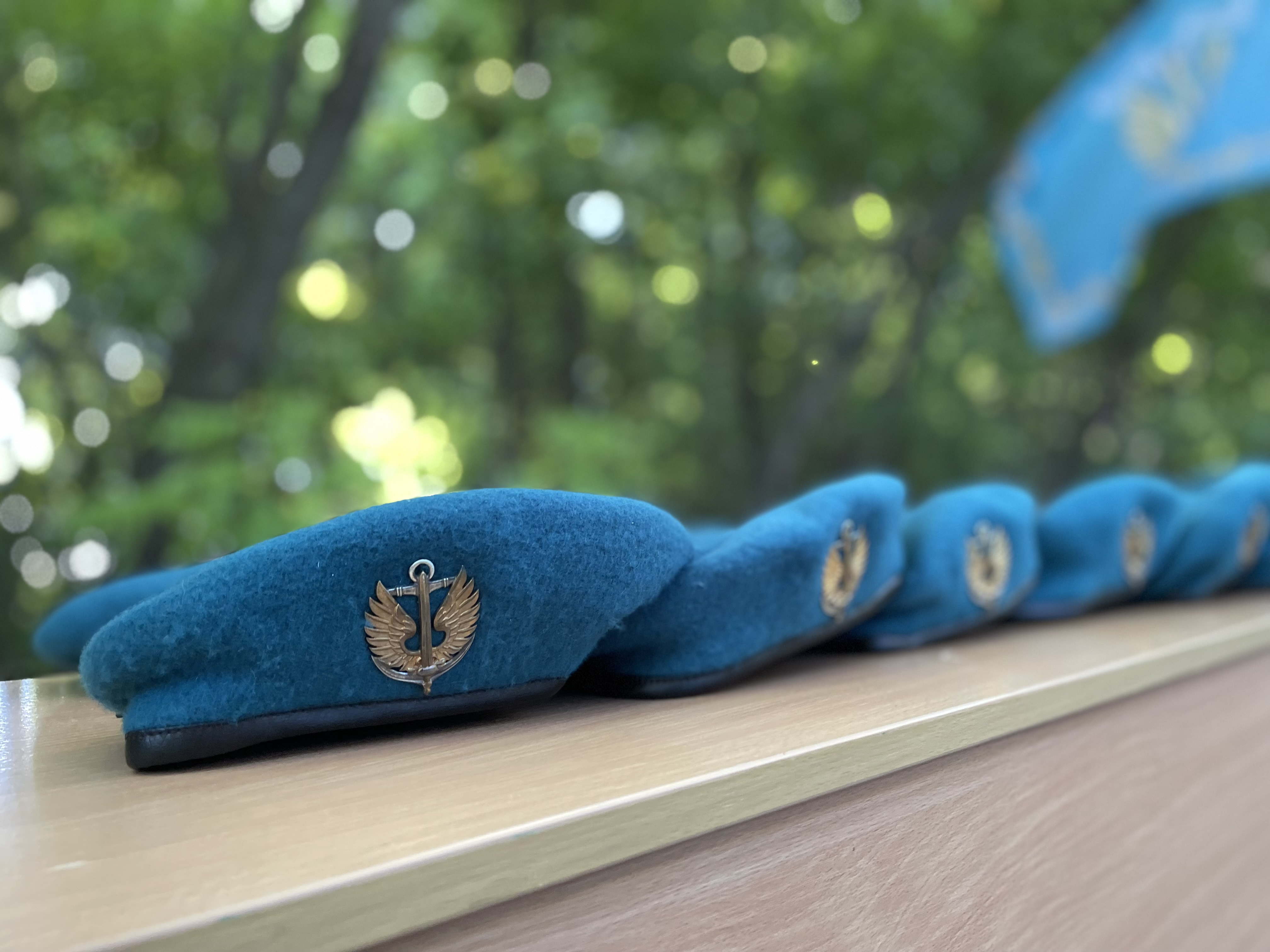

## Втрати
- молодший сержант Корнєв Артем Ігорович , 29.10.2014, Талаківка.
- старший матрос Угрін Федір Дмитрович , 25.08.2015, Лебединське (Волновахський район).
- старший сержант Вождєв Павло Олександрович , 18.07.2016, Водяне.
- старший прапорщик Аркуш Сергій Іванович, 14.09.2017[26]
- старший матрос Шарко Олександр Олександрович , 06.08.2019, Павлопіль.
- матрос Курдов Василь Миколайович , 06.08.2019, Павлопіль.
- матрос Рак Владислав Миколайович , 06.08.2019, Павлопіль.
- солдат Шандра Сергій Іванович , 06.08.2019, Павлопіль.
- матрос Лінчевський Олександр Валерійович , 11.09.2019, Павлопіль
- прапорщик Обуховський Микола Миколайович , 11.09.2019, Павлопіль[27]
- матрос Козій Артем Євгенович, 21.07.2020, Павлопіль (помер від поранень в мобільному шпиталі м. Маріуполь)[28]
- молодший сержант Моісєєнко Сергій Олександрович, 28.02.2021, с. Пищевик Волноваського району Донецької області[29]
- 25 серпня 2023 - Зозуля Руслан, 40 років. Старший стрілець-оператор. Загинув в Донецькій області[30].

- Пам'ятна дошка на території частини, 2018 рік.
- Меморіал загиблим морпіхам на Аляуди, 2020 рік.